# Caxinga
Caxinga é uma vila e comuna angolana que se localiza na província de Malanje, pertencente ao município de Mucari.
Tem uma extensão geográfica de 843km², distando 22 km da comuna-sede do município de Mucari e 77 km da cidade de Malanje.